# Veliko vrilo (Glavaš)
Veliko vrilo (Glavaš), izvor u općini Civljanama, u selu Cetini, kod zaseoka Milašâ.
Najveći je izvor rijeke Cetine. Najstočnije je od triju velikih (Vukovića vrilo, Batića vrilo, Veliko vrilo). Jedan je od stalnih izvora rijeke Cetine. Kao i svi izvori Cetine, zaštićen je kao hidrološki spomenik prirode od 1972. godine. S ostalim izvorima čini čini cjelinu Vrela Cetine, površine 29,81 ha. Ovaj niz krških vrela oblikovao se je uz rub Paškog polja podno Dinare. Nastala su na kontaktu nepropusnih lapora u polju i vodonepropusnih vapnenaca okolne zaravni. Uzlazne su vrste. Bistra su i modrozelene boje. Procjenjuje se da je dubina Glavaša 115 metara. Temperatura vode cijele je godine 8 Celzijevih stupnjeva. Dvije stijene unutar ovog izvora prirodan su ulaz u veliki ponor krških dubina. Odmah iznad izvora je pravoslavna crkva iz 1939. godine. Posvećenja je Uznesenju Gospodinovom. Nekoliko stotinjaka metara dalje je katolička crkva sv. Spasa. Izvor Veliko vrilo odnosno Glavaš bio je preimenovan u vrelo Četnik, no to nije zaživjelo. O promjeni imena pisao je Antun Mateš.
Veliko vrilo je jezerski izvor (limnokreni) i uzlazni izvor, što je osobina mnogih hrvatskih krških rijeka.
Dimenzija vrela — speleološkog objekta su 30 x 30 m, a dužine je 335 metara. Usprkos što je važan izvor pitke vode, zabilježene su velike količine komunalnog otpada bačenog u nj.